# Gedser
Gedser (udtale: [ˈgɛsəʀ]?) er en by på Falster med 670 indbyggere  (2024), beliggende 40 km syd for Stubbekøbing, 56 km syd for Vordingborg, 17 km syd for Væggerløse og 24 km syd for kommunesædet Nykøbing Falster. Byen hører til Guldborgsund Kommune og ligger i Region Sjælland.
Gedser hører til Gedser Sogn, som indtil 1. oktober 2010 var et kirkedistrikt i Gedesby Sogn. Gedser Kirke fra 1915 ligger i byen.
Guldborgsund Kommune har prioriteret Gedser som et udviklingsområde, og såvel byen som Gedser Odde er omfattet af et områdefornyelsesprogram, som skal bidrage til at skabe en langsigtet og bæredygtig vækst i Gedser.

## Historie
Navnet "Gedser" menes at stamme fra det olddanske getír med betydningen "gedehyrde" og ør. Samlet betyder stednavnet altså "gedehyrdens grusede strandbred".

### Kongsgården
Vest for gården Søvang på Strandvej 33 A findes et voldsted, hvor Valdemar Sejrs kongsgård Gjedsergaard eller Gjedesgaard lå. På Gjedsergaard foregik der i 1431 fredsforhandlinger med Tyskland, og her døde Frederik 1.s datter, hertuginde Elisabeth i 1586, da hun var på vej hjem til Mecklenburg efter et besøg hos Tycho Brahe på Hven.
Engen vest for voldstedet har været en vig, og fra voldstedets sydvestlige hjørne førte en rende ud til vigen. Helt fra 1200-tallet var her skibsoverfart til Rostock. Det berettes dog, at isvintrene i 1546 og 1554 var så strenge, at det var muligt at krydse Østersøen i hestevogn. Christian 4. plejede at lægge vejen over Falster, naar han tog til Hertugdømmerne.

### Stormfloden 1872
På Sydfalster blev kun en smal landbræmme ikke oversvømmet under den voldsomme stormflod i november 1872. Vandet skyllede gårde, huse, dyr og mennesker væk og fik mange skibe til at strande på østkysten af Falster. På Falster omkom 52 mennesker. Efterfølgende byggede man et 17 km langt dige langs Falsters østkyst for at beskytte sig mod Østersøen.

### Station og færgehavn
I 1884 fik finansmanden C.F. Tietgen tilladelse til at anlægge jernbanestrækningen Nykøbing Falster-Gedser og en trafikhavn i Gedser. Det hele stod færdigt 1. juli 1886. Gedserbanen blev en del af den oprindelige Sydbane, hvor togtrafikken til Tyskland gik.
I 1899 beskrives Gedser endnu ikke som en egentlig by: "Ved Gjedserodde er der Skole og Gjedser Fyr (hvidt, fast Fyr; det hvide, sekskantede Fyrtaarn, opf. 1802, staar 1200 Al. inden for Falsters Sydøstpynt; Fl. Højde 62 F., Lysvidden 3 1/4 Mil; paa et Bifyr, mellem Hovedfyret og Kysten, er Fl. Højde 46 F.) med Fyrmesterbolig og Telefon. Ud for Gjedser Rev...ligger Fyrskibet „Gjedser Rev“. Gjedser Jærnbanestation...med Havn (13—14 F. Vand), hvorfra der er Postdampskibsforbindelse med Warnemünde samt Lodseri og Kro".
Målebordsbladene viser desuden et fattighus og et sygehus. Sygehuset må være den karantænestation, der under 1. verdenskrig var oprettet på Kroghage vest for byen af hensyn til eventuelle epidemier. Allerede i 1892 var Gedser ramt af en koleraepidemi i 2½ måned, hvor færgepassagererne skulle blive på skibet i 24 timer inden de måtte komme i land, hvor de blev desinficeret i et hus på midtermolen.
I 1903 blev postdamperne på Warnemünde-ruten erstattet af jernbanefærger, og en ny stationsbygning blev indviet. Den var tegnet af arkitekt Heinrich Wenck. Da man frygtede militære angreb fra Tyskland, blev stationen udstyret med tårne og skydeskår vendt mod syd. I 1926 blev det muligt at overføre biler med den tyske færge "Schwerin".
I slutningen af 2. verdenskrig blev færgerne bombet, og ruten blev først genoptaget i 1947 med en dansk færge. Tysklands deling gjorde det nødvendigt at få en rute til Vesttyskland, så i 1951 blev der oprettet færgeforbindelse til banegården Großenbrode Kai ved Femernsund, hvorfra der var togforbindelse til Hamborg. Gedser-Großenbrode blev hovedruten, mens ruten til Warnemünde i Østtyskland levede mere stilfærdigt.

### Efter Fugleflugtslinjen
Med åbningen af Fugleflugtslinjen i 1963 blev Gedser-Großenbrode nedlagt, og den nye hovedrute gik fra Rødbyhavn på Lolland til Puttgarden på Fehmarn. Den norskejede Moltzau Line – som Moltzaugade i Gedser er opkaldt efter – oprettede dog en ny rute fra Gedser til Travemünde ved Lübeck. Den var væsentlig længere end Rødby-Puttgarden med en sejltid på 3½ time, men man slap for et langt stykke landevej inden man kom på det tyske motorvejsnet.
Efter Tysklands genforening i 1990 nedlagde Moltzau Line, der efter flere navneskift nu hed Europa Linien, ruten til Travemünde og oprettede i stedet en rute til Rostocks Überseehafen på østsiden af floden Warnow. DSB var også begyndt at flytte sine aktiviteter herover fra den utidssvarende færgehavn i Warnemünde på vestsiden af floden, og i 1995 nedlagde DSB helt Gedser-Warnemünde ruten. I 1996 købte DSB Rederi Europa Linien. Gennem flere fusioner blev DSB Rederi en del af Scandlines, som stadig driver færgeruten Gedser-Rostock.
Med lukningen af Warnemünde-ruten var der ikke længere jernbaneforbindelse i den anden ende, så det sidste internationale tog kørte på Gedserbanen i 1995. Men der var Gedserbanens mellemstationer for længst lukket, og banen havde mistet sin betydning med Fugleflugtslinjen. Det sidste ordinære tog kørte på strækningen 12. december 2009.
Stationsbygningen i Gedser er bevaret på Stationsvej 1. Bevaringsforeningen Gedser Remise udstiller jernbanemateriel i remisen nord for stationen, og medlemmerne har kørt veterantog på banen siden 2015. Gedser remise har fået kørt veterantog på Gedserbanen af Nordsjællands veterantog siden 2019 med HTJ S50, derefter med LNJ SM13, som stadig kører på Gedserbanen og holder til i Gedser Remise. Fra 2020 blev veterantogsturen forkortet fra Gedser - Nykøbing F til Gedser - Væggerløse, men fik i 2025 lov til at køre hele vejen til Nykøbing F igen, til spor 5.
Den gule banesignalbygning, kendt fra filmen Olsen-banden på sporet, blev reddet fra nedrivning i København og flyttet til Gedser, hvor den tiltrækker tusindvis af turister.

## Infrastruktur og detailhandel
Strandloppen er en integreret institution, normeret til 10 vuggestuebørn og 20 børnehavebørn. Den indgår i en landsbyordning under ledelse af Sydfalster Skole i Væggerløse, hvor børnene normalt kommer til at gå i skole.
Byen har Dagli'Brugs med håndkøbsudsalg og biblioteksservice. Den Gamle Købmandsgård rummer turistinformation, cykeludlejning og flere små samlinger og udstillinger. Her er siden 1985 holdt fredagsarrangementer sammen med forskellige folkedanserforeninger. Gedser har hotel, pizzaria og flere restauranter og cafeer.
Gedser har fiskerihavn og lystbådehavn. Fra trafikhavnen går færgeruten Gedser-Rostock. Gedser Redningsstation har et redningsskib, en redningsbåd og en gummibåd på trailer.

## Kultur
Gedser er Danmarks sydligste by, 551 km (via Storebæltsbroen) fra landets nordligste by Skagen. 3 km sydøst for byen ligger Gedser Odde, der er Falsters, Danmarks, Skandinaviens og Nordens sydligste punkt, markeret med Sydstenen. På odden står Gedser Fyr, der er opført i 1802 og lejlighedsvis er åbent for besøg – fyrmesterboligen er beboet, så fyret er normalt lukket. Ved Sydstenen ligger et formidlingshus med udstillinger om fuglelivet, odden og fyret.
Gedser Vandtårn er åbent hver dag i sommermånederne. Herfra kan man med kikkert se sælerne på Rødsand samt de højeste bygninger i Rostock og Warnemünde. Inde i byen ligger også Det Sorte Geomuseum, der er et lokalgeologisk museum med fossiler, mineraler, bjergarter og rav.
Gedser Idræts- og Medborgerhus er et kulturhus og mødested samt center for sportsaktiviteter. Sydfalster Idræts Forening bruger huset til badminton, boksefitness, fitness, gymnastik og skumtennis. Foreningen Blæksprutten bruger det til kurser, spil mv.